# 李任
李任（？—1427年），浙江承宣布政使司金華府永康縣（今浙江省永康縣）人，明朝軍事人物。
李任以燕山衛指揮僉事跟隨朱棣起兵，因靖難之役功勞任都指揮同知。宣德元年，跟從征討交趾，并鎮守昌江。黎利認為昌江是官軍往來要路，於是全力進攻。當時都督蔡福被逮，安南軍以其命李任投降。李任在城上大罵蔡福：“你是大將，不能殺賊，卻被賊用，連豬狗都不會啃你的尸首。”於是命城中發炮進攻，於是安南軍帶著蔡福逃跑，之後雲集兵象飛車進行攻城。李任與指揮顧福帥精騎出城掩擊襲擊。安南軍又設置土城射箭，并鑿地道入城。李任、顧福鎮守昌江長達九月，前後三十餘次會戰。后安南軍聽聞征夷將軍柳升兵將至，更加進攻。次年四月，攻破城牆，李任仍帥部隊三次擊敗進攻，之後不能支撐，於是李任、顧福均拔劍自剄。內官馮智、指揮劉順均自盡。